# Podgrađe (Nijemci)
Podgrađe is een plaats in de gemeente Nijemci in de Kroatische provincie Vukovar-Srijem. De plaats telt 486 inwoners (2001).